# El Salvador en los Juegos Olímpicos de Seúl 1988
El Salvador estuvo representado en los Juegos Olímpicos de Seúl 1988 por seis deportistas, cinco hombres y una mujer, que compitieron en cuatro deportes.
El portador de la bandera en la ceremonia de apertura fue el luchador Gustavo Manzur. El equipo olímpico salvadoreño no obtuvo ninguna medalla en estos Juegos.